# Ancistrus parecis
Ancistrus parecis är en fiskart som beskrevs av Fisch-muller, Cardoso, da Silva och Vinicius Araújo Bertaco 2005. Ancistrus parecis ingår i släktet Ancistrus och familjen Loricariidae. Inga underarter finns listade i Catalogue of Life.